# Junyō Maru
Jun'yō Maru (順陽丸, în japoneză) a fost un vas cargo japonez, unul dintre cele denumite vasele iadului, care a fost scufundat în anul 1944 de către submarinul britanic, HMS Tradewind, rezultând în pierderea a peste 5.000 de vieți.
Vasul a fost construit în anul 1913 de compania Robert Duncan Co. din Glasgow, având următoarele dimensiuni: 123 m lungime, 16 m lățime și 8,3 m înălțime. 
Când a fost atacat, la data de 18 septembrie 1944, vasul transporta prizonieri de război, 1.377 olandezi, 64 britanici și australieni și 8 americani , și 4.200 de sclavi din insula Java, folosiți ca forță de muncă pentru construirea căii ferate între Pakan Baru și Muaro pe insula Sumatra. 
Este cea mai mare catastrofă maritimă cu 5.620 de morți. Cei 723 de supraviețuitori au fost folosiți ca forță de muncă în lagăre. 